# اوا دالگرین
اِوا دالگرین (سوئدی: Eva Dahlgren؛ زادهٔ ۹ ژوئن ۱۹۶۰) خواننده پاپ، ترانه‌سرا، موسیقی‌دان و نویسنده کودکان اهل سوئد است. وی از سال ۱۹۷۸ میلادی تاکنون مشغول فعالیت بوده‌است.
او در مسابقات آواز یوروویژن در سال ۱۹۷۹ به مقام سوم دست یافت. وی همچنین در سال ۱۹۹۶ با آشکارسازی همجنس‌گرایی زنانه خود، در سوئد خبرساز شد.